# Ludovico Ticchioni
Ludovico Ticchioni (Mestre, 16 aprile 1927 – Codigoro, 14 febbraio 1945) è stato un partigiano italiano, medaglia d'oro al valor militare alla memoria.

## Biografia
Suo padre era stato un generale dell'esercito, e la sua famiglia era di sentimenti monarchici. Non aveva ancora diciassette anni quando si unì alla brigata Garibaldi "Bruno Rizzieri", attiva a Ferrara.
Nel dicembre del 1944, in seguito ad una delazione, il ragazzo fu arrestato. Trattenuto in carcere per 49 giorni, non fece ammissioni di sorta. Fu allora portato con altri due partigiani nella piazza di Codigoro e con loro fu fucilato.
La città di Ferrara gli ha dedicato una via.